# Provincia di Balé
La provincia di Balé è una delle 45 province del Burkina Faso, situata nella Regione di Boucle du Mouhoun. Il capoluogo è Boromo.

## Struttura della provincia
La Provincia di Balé comprende 10 dipartimenti, di cui 1 città e 9 comuni:

### Città
- Boromo

### Comuni
- Bagassi
- Bana
- Fara
- Oury
- Pâ
- Pompoï
- Poura
- Siby
- Yaho